# Функционалисты и интенционалисты
Дискуссия между функционалистами и интенционалистами — историографический спор двух исторических школ об истоках Холокоста.
Термины ввел Тимоти Мейсон, британский марксистский ученый, в 1981 году.
Вопрос состоит в том, был ли Холокост результатом изначальных намерений Гитлера истребить евреев, либо развивался постепенно — от антисемитской пропаганды через отдельные акции к массовому, но изначально незапланированному уничтожению.
До лета 1941 года официальной доктриной нацистов являлось не истребление евреев, а выдавливание их из Европы.
- Интенционалисты утверждают, что фюрер и его люди планировали «окончательное решение» начиная, как минимум, с публикации «Майн кампф» (1924 год), и лишь до поры до времени они отчасти считались с мировым общественным мнением,
- функционалисты полагают, что Берлин в 1941 году действительно изменил позицию.

Ещё 30 января 1939 года Гитлер, выступая в рейхстаге, заявил, что если евреи ввергнут Европу в войну, то «результатом войны будет не большевизация мира и, следовательно, триумф еврейства, а уничтожение еврейской расы в Европе». Некоторые историки (интенционалисты) считают это высказывание предвестником готовности нацистов к массовому уничтожению евреев.
Конкретный документ, свидетельствующий о точной дате принятия решения о массовом уничтожении евреев, не сохранился. Тем не менее, часть историков уверены, что такой документ существовал и был принят весной или в начале лета 1941 года. В частности, профессор Дан Михман считает, что это мог быть устный секретный указ Гитлера. Он ссылается на немецкого историка Мартина Брошата, который исследует систему руководства Германией в книге «Государство Гитлера». Такие указы Гитлер начал принимать вскоре после начала Второй мировой войны. Аналогичного мнения придерживается историк Хельмут Краузник. Другие учёные (в частности Рауль Хильберг и сам Мартин Брошат полагают, что такой документ появился намного позже или не существовал вовсе, однако такая позиция не означает отрицания ими немецкой политики массового геноцида евреев.
По мнению Михмана, к решению о массовом уничтожении евреев нацистов привела оккупация Польши, еврейское население которой превышало 3 млн человек. Отказ от идеи эмиграции начался уже осенью 1940 года. Вольфганг Бенц, ссылаясь на пункт «Решение еврейского вопроса» относительно недавно найденного документа, датированного декабрём 1940 года, трактует его как решение об уничтожении 5,8 млн евреев.
Тимоти Снайдер считает необходимым рассматривать Холокост не только с точки зрения Берлина, но и исходя из особенностей зажатого между Германией и СССР региона Центральной и Восточной Европы, где было сосредоточено подавляющее большинство европейских евреев. Он полагает, что Гитлер никогда не исключал возможности тотального физического уничтожения евреев, но и не считал этот процесс неизбежным. Переход от депортации евреев к их тотальному уничтожению начал происходить, по мнению Снайдера, во второй половине 1941 года и был вызван отсутствием ожидаемых Гитлером успехов на Восточном фронте, которые позволили бы уничтожить Советский Союз как государство и превратить его западную часть в аграрную колонию Германии, тем самым решив вопрос жизненного пространства, осуществить депортацию евреев за Урал и уделить больше времени убийствам славянского населения.
Немецкий историк Петер Лонгерих полагает, что, несмотря на массовые расстрелы в 1941 году, переход к поголовному уничтожению начался только в конце весны 1942 года.
Однако Кристофер Браунинг считает, что решение о переходе от планов переселения к планам тотального уничтожения было принято в сентябре-октябре 1941 года. Браунинг уверен, что это решение было принято не в состоянии озлобления от краха плана молниеносной войны в конце 1941 — начале 1942 года, а в состоянии эйфории от успехов после взятия Киева, а также окружения советских войск под Брянском и Вязьмой. Он указывает на прямую корреляцию между немецкими победами на фронтах и радикализацией нацистской расовой политики.
Браунинг пишет, что в этот период можно выделить 4 ключевые даты изменения нацистской политики:
- 18 сентября Гиммлер декларировал немедленную депортацию евреев с территории рейха — чего ранее в период войны не происходило.
- 15 октября первый «юдентранспорт» отправился в Лицманнштадт.
- 18 октября была запрещена еврейская эмиграция.
- 1 ноября началось строительство лагеря смерти Белжец.

Браунинг полагает, что совпадение этих событий во времени говорит о «решающем повороте в нацистской политике по отношению к евреям — о переходе от плана выселения евреев к плану их систематического тотального уничтожения».
Согласно мнению Гернхарда Вайнберга, вся Вторая мировая война была затеяна Гитлером ради «демографической революции», ключевое место в которой занимала идея полного уничтожения евреев — во всём мире, а не только в Европе. Джеффри Херф считает, что антисемитская идеология играла ключевую роль во всей нацистской политике. «Гитлер и его соратники решили, что их параноидальная фантазия о международном еврейском заговоре была ключом к новейшей истории. Их интерпретация реальных событий Второй мировой войны через искаженную и параноидальную призму радикального антисемитизма вытолкнула немецкий антисемитизм из прошлых эпох преследований в эпоху геноцида».